# Separator maserowy
Separator maserowy – część masera przeznaczona do oddzielania drobin cząstek niepobudzonych od pobudzonych za pomocą pola elektrycznego lub magnetycznego.

## Odmiany
W zależności od konstrukcji znane są m.in.:
- Separator maserowy kółkowy
- Separator maserowy kwadrupolowy
- Separator maserowy magnetyczny
- Separator maserowy spiralny
- Separator maserowy wieloprętowy